# Thalictrum triternatum
Thalictrum triternatum är en ranunkelväxtart som beskrevs av Franz Josef Ivanovich Ruprecht. Thalictrum triternatum ingår i släktet rutor, och familjen ranunkelväxter. Inga underarter finns listade i Catalogue of Life.